# 화순 운주사 거북바위 오층석탑
화순 운주사 거북바위 오층석탑(和順 雲住寺 거북바위 五層石塔)은 대한민국 전라남도 화순군 도암면 용강리, 운주사에 있는 오층석탑이다. 2005년 7월 13일 전라남도의 문화재자료 제256호로 지정되었다.

## 개요
이 탑은 거북바위로 불리는 큰 암반 위에 위치해 있다. 그런데 이 탑의 양식은 같은 암반위에 서 있는 7층 석탑과는 달리 신라 전형양식을 계승하고 있다. 이 탑의 옥개석 상면에 탑신괴임이 생략된 것은 운주사의 다른 탑의 기법과 동일하다. 상륜부는 복발형의 부재가 안치되고 그 위에 보주가 연결되고 있다. 전체적으로 신라 탑의 전형양식을 따르고 있으며 치석의 기법이다. 각 부재의 비례를 보면 매우 세련된 탑으로 제작시기는 고려시대이며 높이는 5.57m이다.

## 참고 문헌
- 화순운주사거북바위오층석탑 - 국가유산청 국가유산포털